# Criotettix indicus
Criotettix indicus är en insektsart som beskrevs av Bolívar, I. 1902. Criotettix indicus ingår i släktet Criotettix och familjen torngräshoppor. Inga underarter finns listade i Catalogue of Life.